# Jeżopole
Jeżopole – część miasta Lututów (do 31 grudnia 2019 część wsi Lututów) w Polsce, położona w województwie łódzkim, w powiecie wieruszowskim, w gminie Lututów. Jeżopole leży w historycznej ziemi sieradzkiej. Do lat 50. XX w. znajdowało się w gminie Klonowa.
Do 31 grudnia 2006 wieś, istniały części wsi: Janusz, Kornelin, Walknówek.
W latach 1975–1998 Jeżopole administracyjnie należało do województwa sieradzkiego.